# Bartosz Karwan
Bartosz Karwan (ur. 13 stycznia 1976 w Tychach) – polski piłkarz grający na pozycji pomocnika.

## Kariera klubowa
Zawodnik swoją karierę rozpoczynał w zespole GKS Tychy, w którym występował do 1992. Dwa kolejne sezony spędził w GKS-ie Katowice. Następnie występował w zespołach RSC Anderlecht w sezonie 1994/1995, ponownie GKS-u Katowice w latach 1995 - 1997, Legii Warszawa w latach 1997-2002 i Herthy Berlin w latach 2002-2004. Przed sezonem 2004/2005 na dwa kolejne lata powrócił do Legii Warszawa. 30 października 2006 związał się kontraktem z Arką Gdynia, który rozwiązał za porozumieniem stron w styczniu 2010. Wkrótce podjął treningi z zespołem OKS ZET Tychy, grającym w tyskiej A-klasie. 2 września 2010 roku podpisał kontrakt z GKS-em Katowice.
Na pierwszoligowych boiskach rozegrał dotychczas 249 meczów, w których strzelił 43 bramki (stan na 25 grudnia 2009).
Bartosz Karwan dwukrotnie zdobywał Superpuchar Polski (raz w barwach GKS-u Katowice, raz w Legii Warszawa). Ze stołeczną drużyną sięgnął również dwukrotnie po tytuł mistrza Polski. Będąc zawodnikiem Herthy Berlin wygrał rozgrywki pucharu ligi niemieckiej.

## Reprezentacja Polski
W reprezentacji Polski zadebiutował 10 listopada 1998 w meczu ze Słowacją i rozegrał w niej 22 spotkania, zdobywając 4 gole. Był bliski wyjazdu na Mistrzostwa Świata w Korei i Japonii w 2002 roku, jednak plany pokrzyżowała kontuzja i zawodnik nie znalazł się w kadrze na finały.
| Mecze i gole w reprezentacji | Mecze i gole w reprezentacji | Mecze i gole w reprezentacji | Mecze i gole w reprezentacji | Mecze i gole w reprezentacji | Mecze i gole w reprezentacji | Mecze i gole w reprezentacji | Mecze i gole w reprezentacji |
| l.p.                         | Data                         | Miejsce                      | Przeciwnik                   | Rezultat                     | Rozgrywki                    | Grał                         | Uwagi                        |
| ---------------------------- | ---------------------------- | ---------------------------- | ---------------------------- | ---------------------------- | ---------------------------- | ---------------------------- | ---------------------------- |
| 1.                           | 10 listopada 1998            | Bratysława                   | Słowacja                     | 3-1                          | towarzyski                   | od 82'                       |                              |
| 2.                           | 23 lutego 2000               | Saint-Denis                  | Francja                      | 0-1                          | towarzyski                   | 90'                          |                              |
| 3.                           | 29 marca 2000                | Debreczyn                    | Węgry                        | 0-0                          | towarzyski                   | 90'                          |                              |
| 4.                           | 26 kwietnia 2000             | Poznań                       | Finlandia                    | 0-0                          | towarzyski                   | do 79'                       |                              |
| 5.                           | 16 sierpnia 2000             | Bukareszt                    | Rumunia                      | 1-1                          | towarzyski                   | od 65'                       |                              |
| 6.                           | 7 października 2000          | Łódź                         | Białoruś                     | 3-1                          | elim. MŚ 2002                | do 81'                       |                              |
| 7.                           | 11 października 2000         | Warszawa                     | Walia                        | 0-0                          | elim. MŚ 2002                | 90'                          |                              |
| 8.                           | 15 listopada 2000            | Warszawa                     | Islandia                     | 1-0                          | towarzyski                   | od 46'                       |                              |
| 9.                           | 28 lutego 2001               | Larnaka                      | Szwajcaria                   | 4-0                          | towarzyski                   | 90'                          | Gol                          |
| 10.                          | 24 marca 2001                | Oslo                         | Norwegia                     | 3-2                          | elim. MŚ 2002                | od 66'                       | Gol                          |
| 11.                          | 28 marca 2001                | Warszawa                     | Armenia                      | 4-0                          | elim. MŚ 2002                | od 63'                       | Gol                          |
| 12.                          | 1 września 2001              | Chorzów                      | Norwegia                     | 3-0                          | elim. MŚ 2002                | 90'                          |                              |
| 13.                          | 5 września 2001              | Mińsk                        | Białoruś                     | 1-4                          | elim. MŚ 2002                | 90'                          |                              |
| 14.                          | 16 października 2001         | Chorzów                      | Ukraina                      | 1-1                          | elim. MŚ 2002                | 90'                          |                              |
| 15.                          | 14 listopada 2001            | Poznań                       | Kamerun                      | 0-0                          | towarzyski                   | do 45'                       |                              |
| 16.                          | 27 marca 2002                | Łódź                         | Japonia                      | 0-2                          | towarzyski                   | od 46'                       |                              |
| 17.                          | 17 kwietnia 2002             | Bydgoszcz                    | Rumunia                      | 1-2                          | towarzyski                   | do 45'                       |                              |
| 18.                          | 21 sierpnia 2002             | Szczecin                     | Belgia                       | 1-1                          | towarzyski                   | do 45'                       |                              |
| 19.                          | 12 lutego 2003               | Split                        | Chorwacja                    | 0-0                          | towarzyski                   | do 57'                       |                              |
| 20.                          | 2 kwietnia 2003              | Ostrowiec Świętokrzyski      | San Marino                   | 5-0                          | elim. Euro 2004              | od 46'                       | Gol                          |
| 21.                          | 30 marca 2005                | Warszawa                     | Irlandia Północna            | 1-0                          | elim. MŚ 2006                | do 74'                       |                              |
| 22.                          | 29 maja 2005                 | Szczecin                     | Albania                      | 1-0                          | towarzyski                   | od 46'                       |                              |